# Kladioničar (televizijska serija)
Kladioničar (Bookie) je američka humoristična serija koju su stvorili Chuck Lorre i Nick Bakay.
Premijerno je prikazana na streaming platformi Max od 30. studenoga 2023., istovremeno se prikazivala u Hrvatskoj.
Dana 5. siječnja 2024. serija je obnovljena za drugu sezonu.

## Radnja
Veteranski kladioničar mora se boriti da preživi legalizaciju sportskog klađenja, sve nestabilnijih klijenata i ubrzanog života u Los Angelesu.

## Glumačka postava
- Sebastian Maniscalco kao Danny
- Omar Dorsey kao Ray
- Andrea Anders kao Sandra
- Vanessa Ferlito kao Lorraine
- Jorge Garcia kao Hector
- Maxim Swinton kao Anthony
- Charlie Sheen kao Chalie Sheen

## Pregled serije
Serija je premijerno prikazana na streaming platformi Max od 30. studenoga 2023., istovremeno se prikazivala u Hrvatskoj. Dana 5. siječnja 2024. serija je obnovljena za drugu sezonu.
| Sezona | Sezona | Epizoda | SAD prikazivanje    | SAD prikazivanje   | Hrvatsko prikazivanje | Hrvatsko prikazivanje |
| Sezona | Sezona | Epizoda | Premijera sezone    | Finale sezone      | Premijera sezone      | Finale sezone         |
| ------ | ------ | ------- | ------------------- | ------------------ | --------------------- | --------------------- |
|        | 1.     | 22      | 30. studenoga 2023. | 21. prosinca 2023. | 30. studenoga 2023.   | 21. prosinca 2023.    |

### Sezona 1 (2023.)
| Ep. u seriji | Ep. u sezoni | Originalni naziv Hrvatski naziv                                                | Hrvatski prijevod                      | Redatelj                                    | Datum prikazivanja  |
| ------------ | ------------ | ------------------------------------------------------------------------------ | -------------------------------------- | ------------------------------------------- | ------------------- |
| 1            | 1            | "Always Smell the Money" "Miris novca"                                         | "Uvijek pomiriši novac"                | Chuck Lorre, Andy Tennant i Ken Whittingham | 30. studenoga 2023. |
| 2            | 2            | "Making Lemonade" "Limunada"                                                   | "Pravljenje limunade"                  | Ken Whittingham                             | 30. studenoga 2023. |
| 3            | 3            | "Trust Your Sphincter" "Vjeruj svom sfinkteru"                                 | "Vjeruj svom sfinkteru"                | Ken Whittingham                             | 7. prosinca 2023.   |
| 4            | 4            | "Some Whales Nix the Vig" "Kad kit ne plati pristojbu"                         | "Neki kitovi izbjegavaju troškove"     | Ken Whittingham                             | 7. prosinca 2023.   |
| 5            | 5            | "Beware the Family Jewels" "Čuvaj se obiteljskih dragulja"                     | "Čuvaj se obiteljskih blaga"           | Ken Whittingham                             | 14. prosinca 2023.  |
| 6            | 6            | "Nepo Bookies" "Kladioničarski nepotizam"                                      | "Nepotizam u klađenju"                 | Ken Whittingham                             | 14. prosinca 2023.  |
| 7            | 7            | "The Super Bowl: God's Gift to Bookies" "Super Bowl: Božji dar kladioničarima" | "Super Bowl: Božji dar kladioničarima" | Ken Whittingham                             | 21. prosinca 2023.  |
| 8            | 8            | "A Square Job in a Round Hole" "Kvadratni posao u okrugloj rupi"               | "Stalni posao u nestalnom stanju"      | Ken Whittingham                             | 21. prosinca 2023.  |

## Produkcija
Dana 4. listopada 2022. objavljeno je da je HBO Max naručio humorističnu seriju od osam epizoda koju su stvorili Chuck Lorre i Nick Bakay, pod nazivom "How to Be a Bookie". Također je najavljeno da će Sebastian Maniscalco glumiti u glavnoj ulozi.
Lorre, Nick Bakay, Sebastian Maniscalco i Judi Marmel izvršni su producenti Warner Bros. Television-a. Serija je premijerno prikazana na Maxu 30. studenog 2023. Max je 5. siječnja 2024. obnovio seriju za drugu sezonu.

## Vanjske poveznice
- Kladioničar u internetskoj bazi filmova IMDb-a